# Гольнов, Герберт
Герберт Гольнов (нем. Herbert Gollnow; 13 июля 1911 года, Берлин — 12 февраля 1943 года, Берлин) — лейтенант люфтваффе, сотрудник абвера, антифашист, член движения Сопротивления во время Второй мировой войны, член организации «Красная капелла».

## Биография
Получив в марте 1931 года аттестат зрелости, Герберт Гольнов поступил на работу на Германскую имперскую железную дорогу. В 1936—1937 годах добровольцем проходил военную службу в люфтваффе.
После назначения на должность железнодорожного инспектора, в ноябре 1938 года поступил на курсы по подготовке к должности административного работника в консульстве Министерства иностранных дел. Поступил на курсы английского языка в Немецкую академию политики при Берлинском университете, где познакомился с преподавательницей Милдред Харнак. В июне 1940 года был призван в люфтваффе, а с осени 1941 года служил в войсках абвера консультантом в воздушно-десантных войсках, во II десантном дивизионе.
19 октября 1942 года был арестован гестапо. Из-за активного участия в борьбе против нацистского режима и его контактов с Харро Шульце-Бойзеном и другими членами берлинской группы «Красной капеллы», Имперский военный трибунал 15 декабря 1942 года признал Герберта Гольнова виновным в «разглашении военной тайны» и приговорил к высшей мере наказания. 12 февраля 1943 года он был расстрелян на полигоне Тегель в Берлине.